# Rue Frédéric-Mistral
La rue Frédéric-Mistral est une voie du 15e arrondissement de Paris, en France.

## Situation et accès
La rue Frédéric-Mistral est une voie publique située dans le 15e arrondissement de Paris. Elle débute au 14, rue Jean-Maridor et se termine au 13, rue Félix-Faure.

## Origine du nom

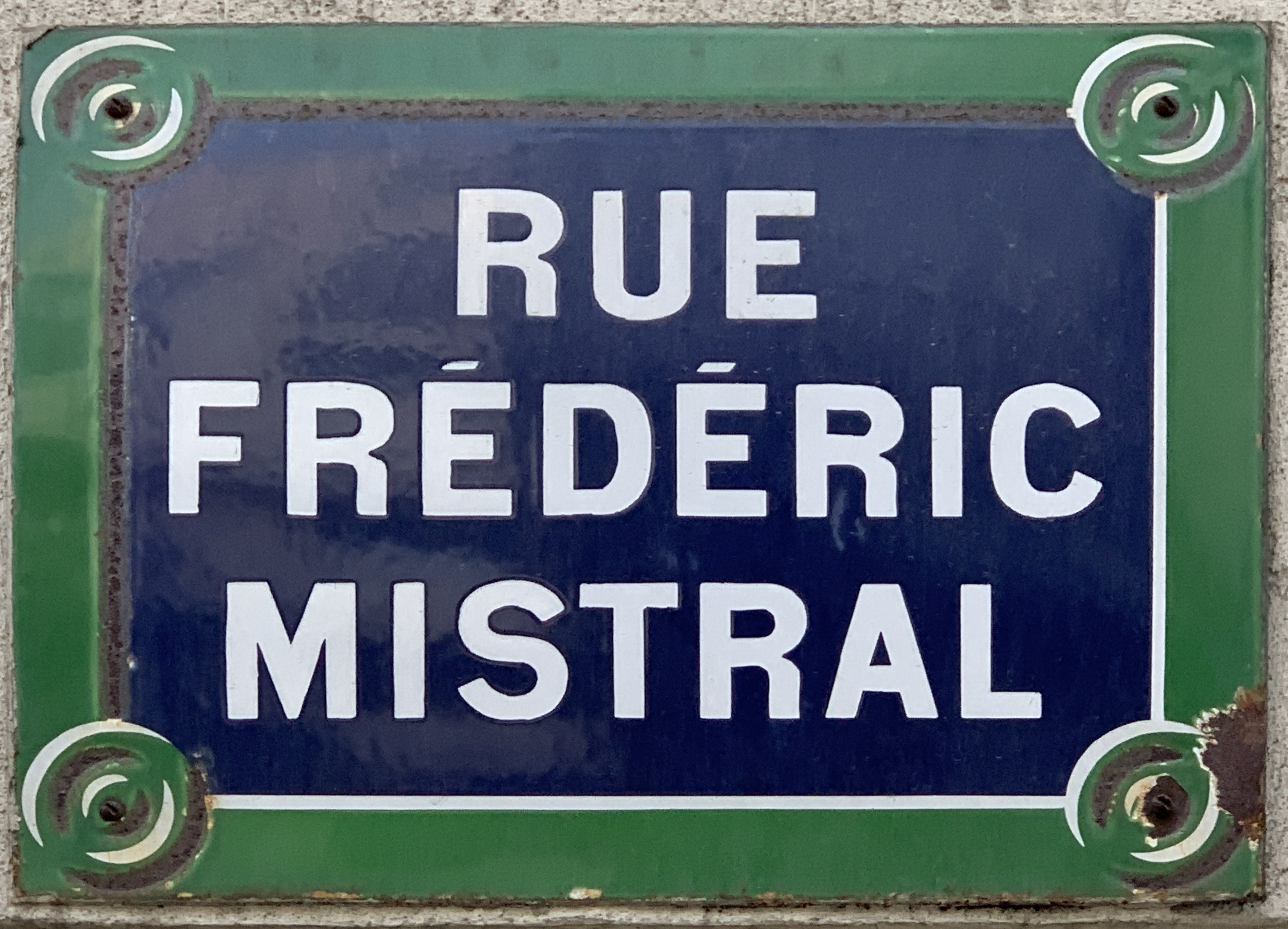
Plaque de la rue.

Elle tient son nom de l’écrivain et lexicographe français de langue d'oc Frédéric Mistral (1830-1914).

## Historique
La voie est ouverte et prend sa dénomination actuelle en 1914.